# ミハイル・ボトヴィニク
ミハイル・モイセエビッチ・ボトヴィニク（Михаи́л Моисе́евич Ботви́нник、Mikhail Moiseyevich Botvinnik、1911年8月17日 - 1995年5月5日）は、ソビエト連邦のチェスの選手。チェスの世界チャンピオン（1948年 - 1957年、1958年 - 1960年、1961年 - 1963年）である。工学者でもあった。

## 生涯
フィンランドのクオッカラ（ボトヴィニクの誕生時及び2015年現在はロシア領）生まれ。12歳の時にチェスを覚え、20歳の時にソ連チャンピオンとなった。その一方で工学の分野でも21歳で電気工学設計士、26歳で工学博士となった。
1948年、マックス・エーワ、サミュエル・ハーマン・レシェフスキー、パウリ・ケレス、ワシリー・スミスロフを加えた5人で、FIDE自身が初めて開催した公式世界チャンピオンの決定大会が行われ、ボトヴィニクはこれに優勝しチャンピオンとなった。1957年にスミスロフに敗れたが翌年のリターンマッチでタイトルを奪還。1960年にミハイル・タリにタイトルを奪われるが翌年のリターンマッチで再びチャンピオンに返り咲く。1963年チグラン・ペトロシアンにチャンピオンの座を奪われ、世界選手権戦から引退。1970年にすべての公式大会から引退した。
ボトヴィニクは、24局制の世界選手権マッチ（同点の場合はチャンピオンの引き分け防衛）を7度戦った。その中で、防衛戦として戦った5回のうち、1951年の対デービッド・ブロンシュタイン戦と1954年の対スミスロフ戦はともに12-12の引き分け防衛、他の3回すなわち前述の1957年の対スミスロフ戦、1960年の対タリ戦、1963年の対ペトロシアン戦は敗退している。すなわち、ボトビニクは防衛戦において一度も“勝利”したことがない。
競技においては、盤上・盤外ともあらゆる面について徹底した準備を行なうことで知られた。その経験を活かして後には後進の指導にあたり、カルポフ、カスパロフ、クラムニクの3人の世界チャンピオンをはじめ多数のトッププレイヤーを育てた。また引退後は電気工学者としての経験から、初期のチェス・コンピュータ・プログラムの開発にも貢献し、ソ連の計画経済への人工知能の応用を構想する活動などを行った。